# Rodero
Ròdero (Rödur in dialetto comasco, AFI: /ˈrødur/) è un comune italiano di 1 270 abitanti della provincia di Como in Lombardia. Si trova al culmine dell'Alto Olgiatese.

## Geografia fisica
Il Comune di Rodero sorge a 400 m s.l.m. nelle prealpi lombarde in territorio comasco al confine con la provincia di Varese e a pochi chilometri dal confine tra l'Italia e la Svizzera. Appartiene perciò alla cosiddetta Regio Insubrica. Rodero sorge sulle colline prealpine, in posizione dominante sulla valle del Lanza a oriente, sulla piana di Stabio a settentrione e sulla valle del Rio dei Giaghi (affluente del Lanza) a occidente. Rodero possiede 2 frazioni: Casello Ferroviario e Confine.
- Classificazione sismica: zona 4 (Zona con pericolosità sismica molto bassa), Ordinanza PCM. 3274 del 20/03/2003
- Classificazione climatica: zona E (Periodo di accensione degli impianti termici: dal 15 ottobre al 15 aprile pari a 14 ore giornaliere), Decreto PR. 412 del 26/08/1993

## Origini del nome
Il toponimo potrebbe prendere dalla radice *rod, similmente a Rho, col significato "argine, torrente incanalato", o dalla radice *ròha a significare "altezza,
luogo alto".
Nel XII secolo il nome è attestato come Rodeira.

## Storia
Attestato nella pieve di Uggiate già nel 1335, il "comune de Rodoli" nel 1668 ottenne la redenzione dall'infeudazione, riscatto che il comune fu tenuto a pagare alle casse del Ducato di Milano mediante un versamento a cadenza quindecennale ancora attivo nel 1751, anno in cui il comune risultava composto anche dai cassinagi di "Molino di Sotto" e "Molino di Sopra".
Nel 1757 Rodero e tutte le comunità della pieve uggiatese divennero parte del Territorio civile della città di Como.
Un decreto di riorganizzazione amministrativa del Regno d'Italia napoleonico datato 1807 sancì l'annessione di Rodero a Cagno, decisione che fu cancellata dalla Restaurazione.
Durante il Risorgimento, gli abitanti di Rodero aiutarono alcuni garibaldini a fuggire in Svizzera.

### Simboli
Lo stemma e il gonfalone sono stati concessi con DPR del 25 agosto 1953.
La torre ricorda la fortificazione medioevale di cui ancora si scorgono i resti sulla vetta della collina di San Maffeo; le ruote hanno assonanza con il toponimo; rosso e argento sono gli smalti dello stemma del capoluogo Como.
Il gonfalone è un drappo troncato di rosso e di giallo.

### Patronato
I santi patroni di Rodero sono SS. Simone e Giuda e la festa patronale è il 28 ottobre.

## Monumenti e luoghi d'interesse

### Architetture religiose

#### Parrocchiale dei Santi Simone e Giuda

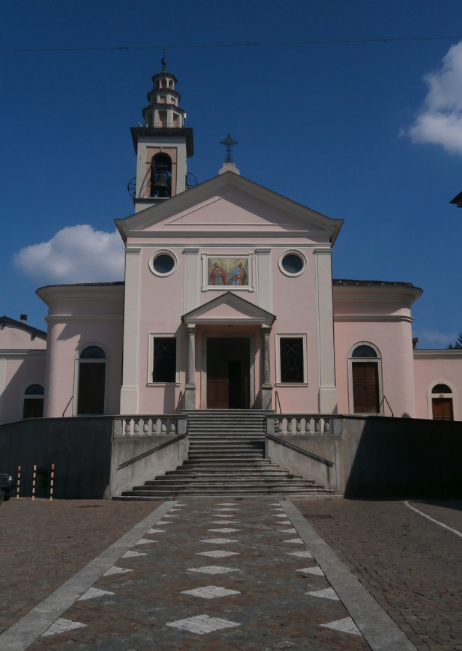
Facciata della chiesa dei Santi Simone e Giuda

La chiesa parrocchiale, intitolata ai Santi apostoli Simone e Giuda è ricordata negli atti della visita pastorale del vescovo Ninguarda (anno 1592) solo come chiesa di San Simone. In alcuni altri documenti precedenti viene associato a San Simone anche il nome di San Fedele e ancora in altri, sempre relativi al cinquecento, viene denominata di San Fedele.
L'orientamento spaziale dell'edificio è quello ortodosso con l'altare maggiore rivolto verso est; particolare è la presenza di due navate laterali, ognuna con un altare, e la porta d'ingresso in linea con l'altare maggiore; la tipologia di pianta a due navate affiancate è una rarità dell'architettura protoromanica. L'interno era inizialmente molto spoglio, ma nel corso dei secoli furono fatti molti interventi di ristrutturazione e l'ambiente fu ornato di molti oggetti e suppellettili, ritenuti necessari per lo svolgimento dei riti quotidiani.
L'ultimo importante restauro è stato eseguito nel 1998; durante i lavori è stato scoperto un patrimonio d'arte che non poteva essere ignorato: il progetto iniziale di restauro ha quindi lasciato spazio alle opere di artisti, pittori, scultori, decoratori e artigiani, i cui interventi si sono succeduti in cinque secoli di storia e che rendono la chiesa parrocchiale un patrimonio artistico-culturale.
La chiesa conserva inoltre un organo a canne costruito dalla ditta Bernasconi di Varese nel 1888.

#### Chiesa di San Maffeo o Maria Regina Angelorum

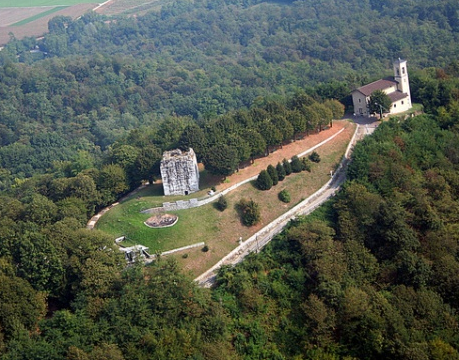
Vista aerea del Colle di San Maffeo

### Architetture civili

#### Collegio (Istituto San Raffaele)
L'apertura dell'istituto, nel 1946, si deve a don Domenico Garrone, sacerdote vercellese. Da Borgo d'Ale, paese dove era nato il 24 ottobre 1895, don Domenico per motivi di salute si era trasferito a Cadegliano come cappellano della locale Casa di Riposo, della quale divenne direttore. Al termine della seconda guerra mondiale era insorto il grave problema dei molti bambini rimasti orfani o lasciati in custodia dai genitori costretti ad emigrare in Svizzera o in Germania.
Nacque così nel sacerdote l'idea di aprire un istituto che potesse offrire vitto, alloggio ed istruzione a questi ragazzi; per realizzare questo luogo don Domenico vendette i propri beni e acquistò dai signori Colombo la loro villa situata in paese in via Teodolinda Buzzi.
Il primo direttore del Collegio fu don Trussoni, sacerdote della diocesi di Como.
Nel corso degli anni furono attivate all'interno dell'istituto una scuola elementare ed una di avviamento agrario, che fu ben presto molto apprezzata tanto che si rese indispensabile ampliare lo stabile, costruendo nel 1952 le nuove aule ed i dormitori.
Verso la fine degli anni Sessanta la scuola di Avviamento commerciale (poi scuola dell'obbligo) ottenne il riconoscimento statale come sede staccata di Olgiate e poi Valmorea, cosicché il piccolo paesino di Rodero si trovò ad possedere la fortuna di avere asilo, scuole elementari e medie.
Don Garrone, prima di morire (16 marzo 1979), donò la sua opera alla diocesi di Como.
Negli anni ottanta, con la diminuzione degli alunni figli di emigranti, il Collegio era divenuto luogo di accoglienza per bambini e ragazzi con difficoltà familiari, spesso affidati dal Tribunale per i minori. Per don Adelmo Costanzi, subentrato alla direzione del collegio nel 1968, le difficoltà aumentarono poiché era necessario assumere personale con adeguate capacità educative e la
struttura risultava ormai obsoleta. Tuttavia, i servizi sociali dei Comuni limitrofi ritennero economicamente più vantaggiosa la soluzione del collegio. Don Adelmo, ed i suoi collaboratori, si attivarono per sopperire alle mancanze statali: provvidero all'inserimento di una psicologa, anche per affiancare gli assistenti educatori; fecero in modo che alcune famiglie accogliessero i ragazzi per i fine settimana o le vacanze; avviarono una scuola media sperimentale al fine di ampliare le ore di laboratorio per gli alunni che richiedevano un approccio alla "manualità", piuttosto che all'approfondimento culturale.
Agli inizi degli anni Novanta, però, la Regione Lombardia impose un adeguamento di tutto l'edificio come condizione necessaria perché l'ente potesse proseguire l'attività scolastica e di accoglienza. La diocesi di Como, da parte sua, non ritenne opportuno ricostruire lo stabile e nemmeno proseguire l'attività per motivi economici e anche perché con sempre maggiore difficoltà si poteva contare sull'impiego di personale religioso.
Nel 1993 l'Istituto San Raffaele venne chiuso definitivamente.

### Architetture militari

#### Insediamenti della linea di difesa frontiera nord

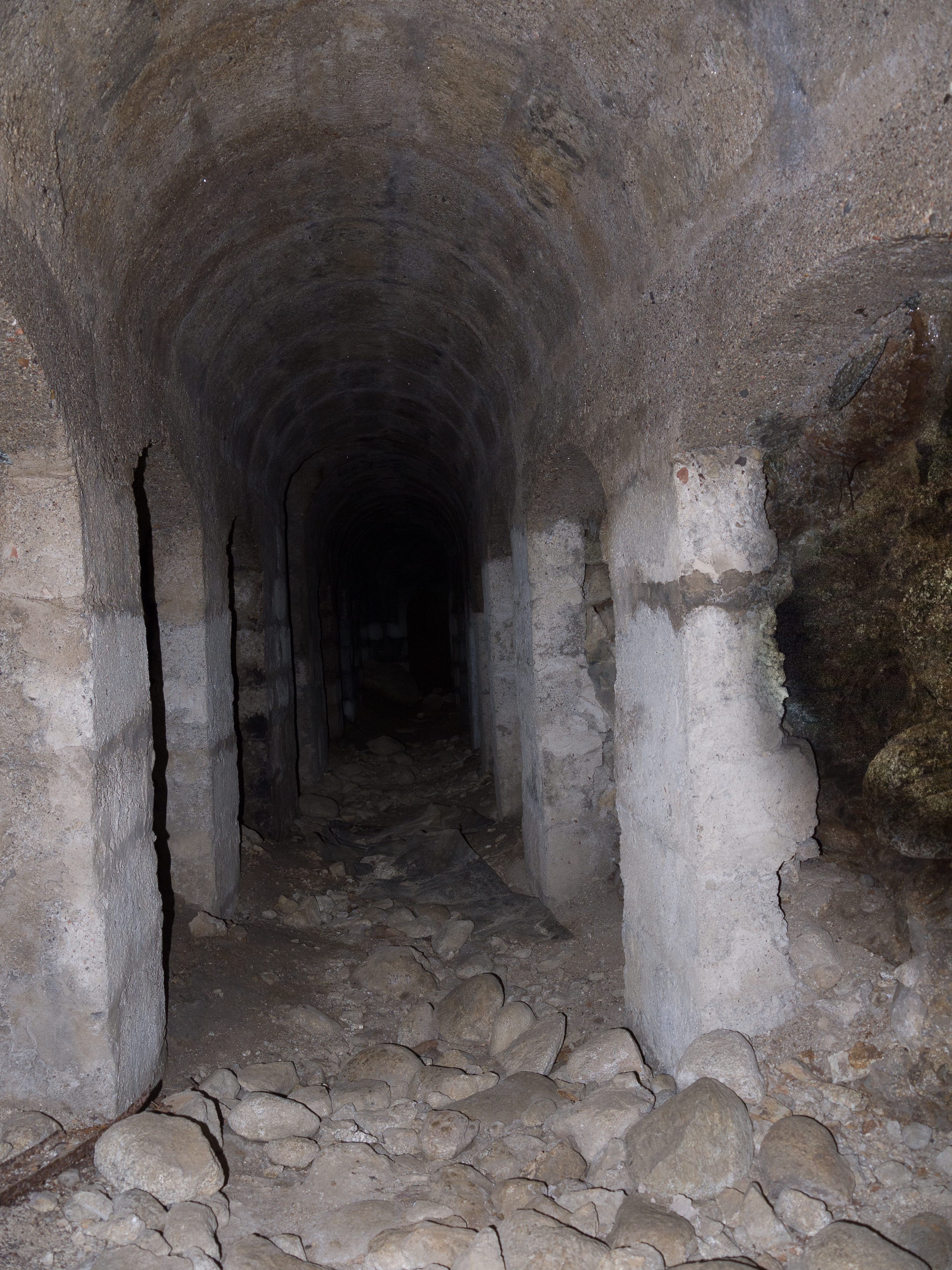
Trincee linea difesa nord

Nel territorio comunale sono presenti alcune postazioni belliche con annesse gallerie della Linea difesa frontiera nord, un'opera militare difensiva costruita tra il 1911 e il 1916 nelle Prealpi lombarde per proteggere il territorio italiano e i poli industriali di Milano e di Bergamo da un'eventuale aggressione della Germania e dell'Austria dal nord durante la I guerra mondiale; fatto mai verificatosi.
Dopo la manutenzione attuata durante il periodo fascista, la linea di difesa frontiera nord rimase in stato di abbandono per oltre sessant'anni.
A luglio 2013 sono iniziati i lavori di bonifica esterna delle due piazze di tiro e delle relative entrate ai cunicoli sotterranei. Non tutti i cunicoli sono agibili; la vegetazione e il degrado hanno reso impraticabile l'entrata di alcuni, altri sono franati. Non potendo ad oggi accedere a tutti questi cunicoli non è possibile quantificarne la lunghezza e l'estensione. Per ciò che concerne le trincee, si ipotizza la presenza ma non si è ad oggi ancora stabilita la reale posizione.

### Torre sul colle di San Maffeo
In cima al Colle di San Maffeo è presente una torre, di origine tardoromana ma utilizzata perlopiù nel periodo immediatamente successivo come torre semaforica, di cui resta la base quadrata in pietra alta oggi quasi dieci metri ma in origine ben più elevata: la parte superiore della struttura fu infatti smantellata e riusata come materiale da costruzione per la vicina chiesa. La torre è citata nel cosiddetto "codice di Ivrea", un'opera risalente al XV secolo.

#### Obelisco battaglia fra garibaldini e austriaci

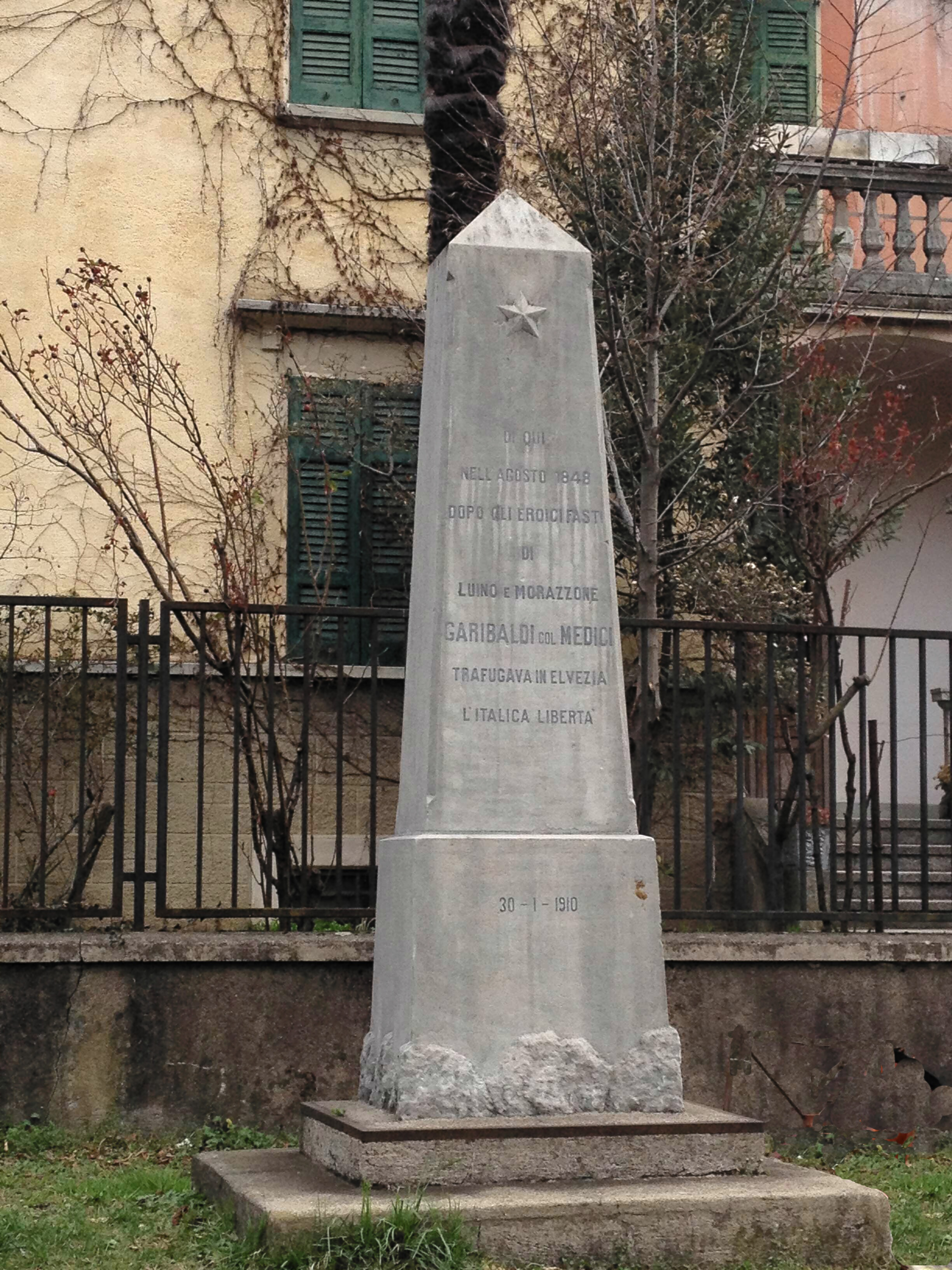
Stele della battaglia di Garibaldi e Medici a Rodero dell'agosto del 1848

A Ligurno, frazione di Cantello, vi è un obelisco commemorativo (vedi Lige Ligurno) dei combattimenti a Rodero del 23 agosto 1848 fra una compagnia di volontari Garibaldini comandati dal generale Giacomo Medici e gli austriaci del generale D'Aspre.

### Altro

#### Ferrovia di Valmorea
Il territorio di Rodero era attraversato dalla ferrovia Castellanza-Mendrisio, dismessa e riaperta solo saltuariamente per fini turistici; il comune era servito dalla stazione di Rodero-Valmorea, che era la fermata in territorio italiano più vicina al confine di Stato.

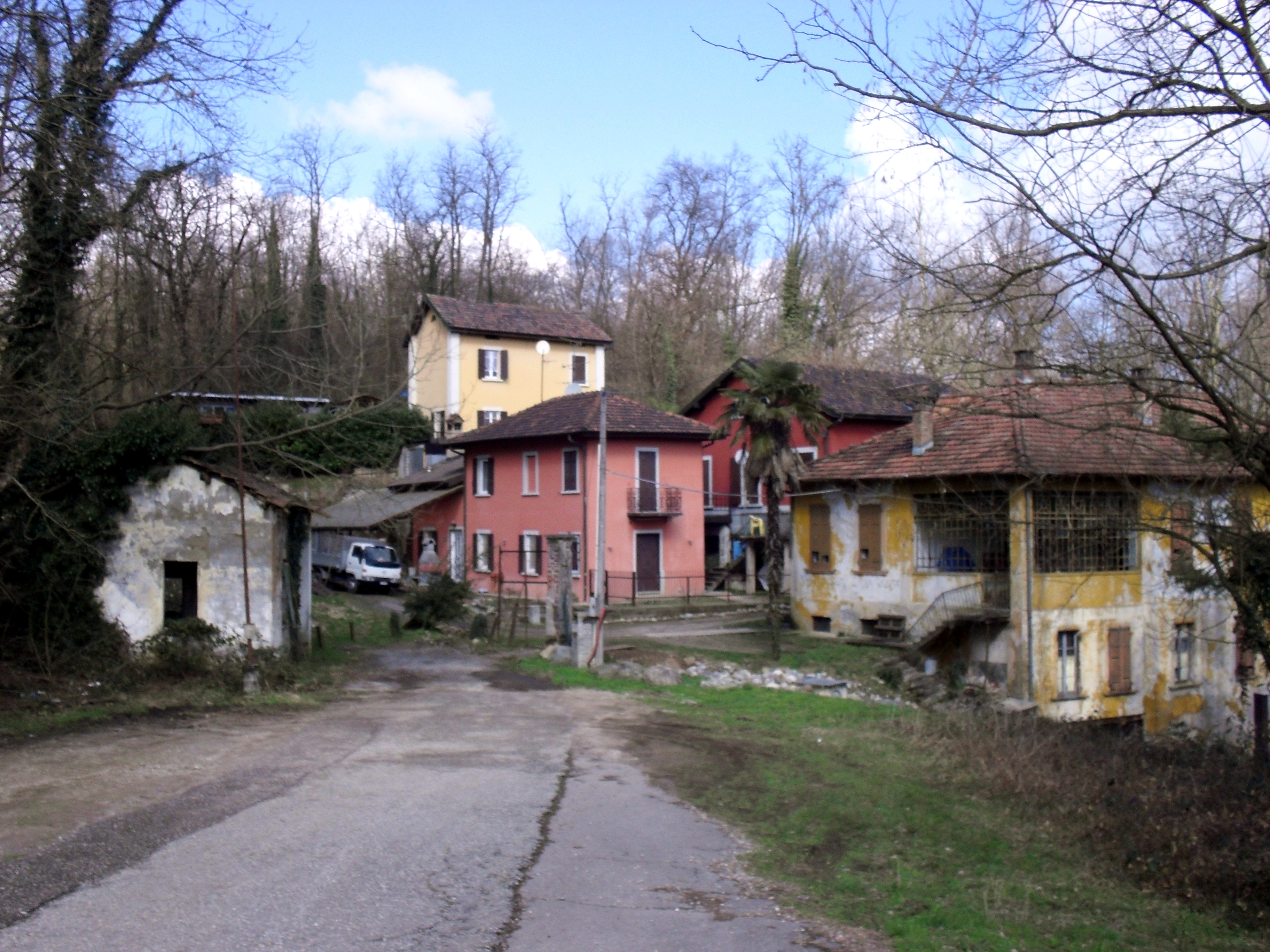
La Dogana da Rödur vista dal lato italiano

#### Dogana

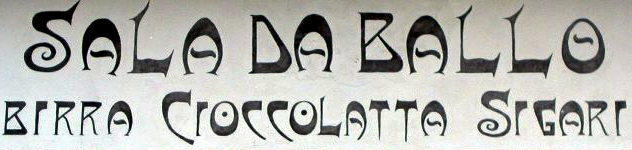
Insegna del Crotto Dogana italo-svizzera a Rodero

In località Dogana da Rödur era possibile attraversare il confine di Stato attraverso una dogana ciclopedonale, frequentata in particolare dagli avventori di un vicino bar dove si giocava a carte. Successivamente, il posto di guardia è stato smobilitato.

### Siti archeologici

#### Tombe romane
Nel territorio di Rodero ci sono testimonianze di ritrovamanti di tombe contenenti alcuni vasi e terriccio nerastro (A. Garovaglio 1901).

### Aree naturali
- Parco Valle del Lanza. Parco locale di interesse sovracomunale. Riconoscimento D.G.R. n. 8967 del 30.4.2002
  - Ente gestore: Convenzione tra i comuni di Malnate (VA) (capofila), Cagno, Valmorea, Rodero e Bizzarone (CO).
  - Superficie: 978 ha
  - Caratteristiche: il parco è caratterizzato dall'ampio territorio costituito prevalentemente dalla valle in cui scorre il torrente Lanza, che dal confine italo-svizzero si immette poi in località Folla di Malnate nel fiume Olona e lungo il quale sorgono testimonianze storiche e di archeologia industriale quali mulini ad acqua e antichi nuclei industriali. Altre caratteristiche sono zone umide, ampie zone di interesse agricolo-forestale, sentieri e viabilità campestre, sistema idrografico di terrazzamento; elementi di architettura rurale storica, luoghi di culto e interesse culturale.
- Stagno "Buzum"

Lungo la ferrovia della Valmorea, si è formato ormai da tempo un biotopo umido.

## Società

### Evoluzione demografica

#### Demografia pre-unitaria
- 1751: 339 abitanti[8]
- 1771: 393 abitanti[9]
- 1799: 360 abitanti[10]
- 1805: 385 abitanti[10]
- 1809: 379 abitanti (prima dell'annessione a Cagno)[10]
- 1853: 602 abitanti[11]

#### Demografia post-unitaria
Abitanti censiti

### Tradizioni e folclore

#### Soprannome degli abitanti
Gli abitanti di Rodero, vengono simpaticamente chiamati "Rabiaa" (arrabbiati); il soprannome deriverebbe da una storia popolare secondo la quale la gente di Cagno, vedendo che cresceva dell'erba sul campanile del paese, decise di far salire in cima ad esso per mezzo di una carrucola, un asino legato a una corda affinché mangiasse l'erba che era cresciuta.
L'asino, che era stato legato per il collo, morì strozzato prima di arrivare in cima; a questo punto dovendosi liberare dell'animale morto, i cagnesi chiamarono poi gli abitanti dei paesi limitrofi per cucinare e mangiare l'asino.
A tutti i protagonisti di questa leggenda venne così da allora attribuito un soprannome differente a seconda del ruolo che ebbero nel suddetto banchetto:
- gli abitanti di Cagno vennero soprannominati "Àsan" per aver ucciso in modo stupido un asino che poi è stato offerto ai vicini,
- gli abitanti di Caversaccio (Valmorea) "Peraa" (scuoiatori), per aver macellato l'asino,
- gli abitanti di Bizzarone "Carbunàtt" (carbonai), avendo portato il carbone per far cuocere l'asino,
- gli abitanti di Binago "Scusarìtt" (grembiulini), per essersi riempiti le tasche di carne ed essere andati a casa loro a mangiare,
- gli abitanti di Casanova (Valmorea) "Goss" (ingordi), per avere divorato buona parte dell'asino,
- gli abitanti di Albiolo "Curbàtt" (corvi) dal fatto che, giungendo in ritardo, trovarono pochi resti e dovettero accontentarsi come i corvi
- gli abitanti di Rodero che, arrivati per ultimi e non trovando più nulla da mangiare tornarono a casa arrabbiati (Rabiaa).

#### Eventi annuali

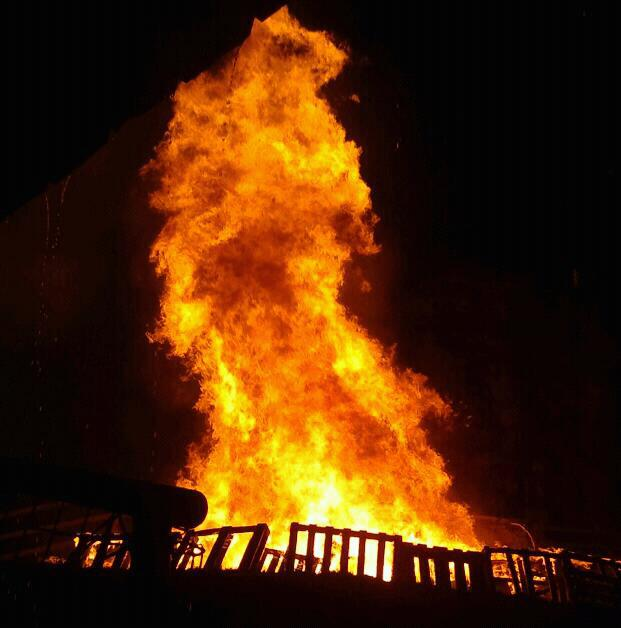
Falò della festa di Maria Regina degli Angeli sul Colle di San Maffeo

La festa di Maria degli Angeli e la Sagra di San Maffeo
La prima domenica di agosto del 1714 venne fatta una solenne processione portando il quadro di S.Grato alla chiesetta del colle di San Maffeo, per porre freno alle terribili grandinate che ogni anno distruggevano i raccolti, e da quell'anno le tempeste non
fecero più alcun danno.
Da quell'episodio si iniziò a celebrare la festa di Maria Regina degli Angeli ogni prima domenica di agosto. Alla vigilia delle festa veniva esposta la statua della Madonna e nello spazio tra la torre e la chiesetta si accendeva un falò dando fuoco
alle fascine che i ragazzi avevano raccolto il giorno stesso al grido: "Legna e paja, paja e legna", questa usanza potrebbe essere analoga a molte altre, diffuse durante la notte tra il 15 ed il 16 Agosto, presso alcune comunità agricole del nord Italia.
Durante le celebrazioni religiose si era soliti mangiare sul colle sino al lunedì.
A partire dagli anni ‘70 si iniziarono a cuocere i cibi vicino alla torre romana e verso la fine degli anni '80 venne costruita l'attuale struttura con cucina e griglie per le costine.
Ad oggi la festa è diventata sempre più una sagra culinaria e nei tre giorni che la compongono migliaia di persone salgono al colle per assistere ai fuochi e gustarsi le famose costine cucinate dai volontari del Gruppo S. Maffeo.
Il Torneo di Mirko (torneo calcistico)
Il torneo di Mirko, che esiste dal 1999, si svolge nella seconda metà di giugno.
La Festa dello Sport
La Festa dello Sport si svolge sul Colle di San Maffeo il sabato sera e la domenica a mezzogiorno successivi alla finale del torneo, ed è solo la prima delle feste che caratterizzano l'estate roderese.
Gara MTB Granfondo dei Longobardi
Sul territorio di Rodero passa il tracciato della gara per mountain bike Granfondo dei Longobardi. Questa manifestazione richiama a sé, ogni anno che viene proposta, un notevole pubblico.

### Istituzioni, enti e associazioni

#### Gruppo sportivo di Rodero
A Rodero ci sono due squadre di calcio a 7 che militano nei campionati CSI di Como: Rodero e RCCC (acronimo di Rodero Che Conta Calcisticamente). L'obiettivo del gruppo sportivo è quello di aggregare i giovani roderesi.
La società inizia la sua attività nella stagione 2001-2002, iscrivendo una squadra alla categoria Allievi a 7 del CSI di Como.
Il gruppo sportivo era composto dai ragazzi dal 1987 al 1989 ma si è progressivamente allargato accogliendo anche alcuni giovani dei paesi vicini, giungendo ad iscrivere due squadre.
Il Rodero è la rappresentante più vecchia del calcio del paese e ha sempre partecipato a un campionato di calcio fin dalla stagione 2001/2002. Nella sua storia il miglior risultato è un quarto posto nelle finali regionali della stagione 2005/2006, mentre ha sfiorato più volte la vittoria al torneo di Mirko.
Nella stagione 2012/2013 è iscritto al campionato CSI di serie B girone C, gioca le sue partite casalinghe al sabato presso il campo sportivo in via al Confine.
La RCCC è presente solo dalla stagione 2009/2010 e il suo miglior risultato è un quarto posto al torneo di Mirko 2012.
Ad oggi è iscritta alla categoria C girone B e gioca le sue partite casalinghe in alternanza col Rodero.
Entrambe le squadre sono finanziate dai ricavati del torneo di Mirko e della Festa dello Sport.

#### Gruppo "i Bindun"
Il gruppo "i Bindun" è nato nel 1982 su iniziativa di alcuni amici legati al mondo dello sport e dello spettacolo, desiderosi di impegnare le proprie risorse umane e materiali in progetti di solidarietà. Nel corso degli anni sono state aiutate numerose associazioni e, soprattutto, è stata sostenuta la Cooperativa Sociale "Agorà '97" nella costruzione e nel mantenimento di "Casa di Luca" e "Casa di Gabri" (case famiglia che accolgono minori in difficoltà), "Casa 4 Venti", "Casa di Miro" e "Casa Enrico" (comunità che ospitano adulti con disabilità di vario tipo).

#### Associazione "Amici di Mirko"
L'associazione è nata nel gennaio del 1999 per mantenere vivo il ricordo di Mirko Robol, deceduto all'età di 20 anni il 4 ottobre 1998 in seguito a un tragico incidente di montagna, attraverso progetti di beneficenza e solidarietà.
I fondi raccolti in questi anni hanno consentito di sostenere principalmente, tramite il progetto "Un fiore nel deserto", l'ospedale di Asmara in Eritrea, in soccorso delle numerose vittime della guerra fra Eritrea ed Etiopia.

#### La parrocchia
Da parecchi anni la parrocchia comunale aiuta e sostiene le attività missionarie del padre comboniano Romeo De Berti, residente a Nairobi (Kenya).

#### L'oratorio
Dal settembre 2004 alcuni volenterosi giovani della comunità mettono a disposizione una parte del loro tempo per intrattenere con giochi e attività varie i ragazzi dalla prima elementare alla terza media.

## Cultura

### Istruzione

#### Biblioteche
- Biblioteca Comunale (Via G. Valli 2)

#### Scuole
- Scuola dell'infanzia (Via della Stretta 2)
- Scuola elementare (Via Varese)

## Infrastrutture e trasporti

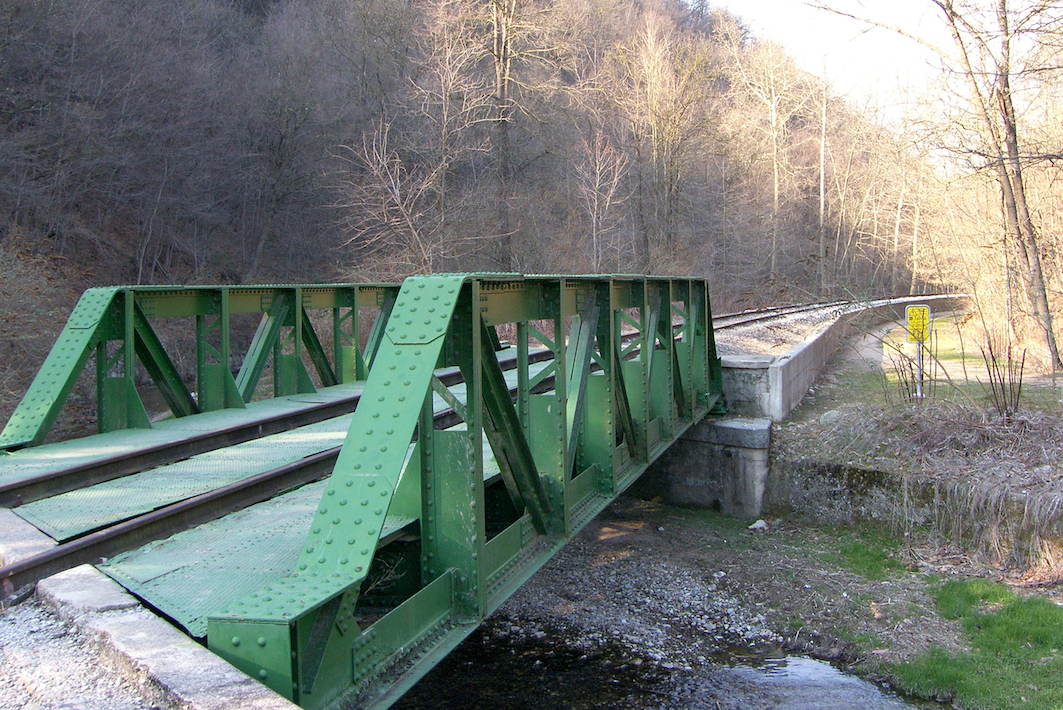
Ponte della ferrovia turistica della Valmorea a Rodero

### Ferrovie
La stazione di Valmorea, posta sulla ferrovia Mendrisio-Malnate Olona, fu soppressa nel 1939; nel 1996 venne ripristinata quale località di sosta di servizi turistici dalla Svizzera.

## Amministrazione
| Periodo        | Periodo        | Primo cittadino   | Partito                         | Carica                  | Note   |
| -------------- | -------------- | ----------------- | ------------------------------- | ----------------------- | ------ |
| 27 maggio 2007 | 6 maggio 2012  | Attilio Epistolio | Lista civica                    | Sindaco                 | [ 22 ] |
| 6 maggio 2012  | 11 giugno 2017 | Attilio Epistolio | Lista civica Amare Rodero       | Sindaco                 | [ 22 ] |
| 11 giugno 2017 | 26 maggio 2019 | Domenico Roncagli |                                 | Commissario prefettizio | [ 22 ] |
| 26 maggio 2019 | 9 giugno 2024  | Giacomo Morelli   | Lista civica Rodero che riparte | Sindaco                 | [ 22 ] |
| 9 giugno 2024  | in carica      | Giacomo Morelli   | Lista civica Rodero che riparte | Sindaco                 | [ 22 ] |

Il giorno 11 giugno 2017 si sono svolte a Rodero le elezioni amministrative, l'affluenza è stata al di sotto del 50% dei votanti pertanto le elezioni sono state annullate per non aver raggiunto il quorum di elettori. Il comune è dunque retto da un commissario, Dott. Domenico Roncagli, nominato dal Prefetto di Como. La tornata elettorale del 2018 è saltata a causa della mancanza di candidati per la carica di sindaco e alla guida del comune è stato riconfermato il commissario prefettizio.

### Libri
- Oreste Mattirolo, Tombe romane nel territorio del comune di Rodero (Como), Como, Bari & C., 1928.
- Oreste Mattirolo, La verità storica e topografica del combattimento di Rodero tra garibaldini e austriaci, Varese, s.n., 1938.
- Anna Mazzola, La torre di Rodero e il colle di San Maffeo, Olgiate Comasco, Dialogolibri editore, 1999.
- Mario Mascetti, Uggiate Trevano, una comunità e la sua pieve, vol. I e vol. II, Como, Comune di Uggiate Trevano, 2002.
- Mariangela Sempio, Rodero : il nostro paese, Olgiate Comasco, Parrocchia di Rodero, 2003.
- F. Ferrazza, O. Chiari Viaggi nella storia, Occupazione Avanzata Frontiera Nord, La Linea Cadorna, n° 1, 2006
- Garibaldini a Rodero : un episodio della Ia Guerra d'Indipendenza, 23 agosto 1848 S.l. s.n. editore 2008
- Rodero La Prima Guerra Mondiale, ricordi di guerra e pensieri di pace, in occasione del centenario della conclusione del primio conflitto mondiale, 2018

### Articoli ed estratti
- Oreste Mattirolo, La torre romana sul colle di S.Maffeo a Rodero, in Rivista Archeologica dell'Antica Provincia e Diocesi di Como 114, 1937
- L. M. Belloni, Ancora da scoprire la torre di Rodero, in Quadrante Lariano, Como, 1968 I, 2
- R. Pagani, F.Piazza, Analisi della funzione della torre sul colle di San Maffeo (…), in Archeologia, il passato presente, Notiziario del Gruppo Archeologico Comasco "U. Buzzi", 1992
- D. Caporusso, Rodero (CO), Torre di S. Maffeo, in Notiziario della Soprintendenza per i Beni archelogici della Lombardia, Milano, 1994
- Matteo Colaone, In cima ai colli: la torre di Rodero o di San Maffeo, in Terra Insubre, n°34, Varese, 2005
- Annalisa Borghese, Rodero, in Il territorio lariano e i suoi comuni, Milano, Editoriale del Drago, 1992,  p. 381.
- Luigi Mario Belloni, Renato Besana e Oleg Zastrow, Castelli basiliche e ville - Tesori architettonici lariani nel tempo, a cura di Alberto Longatti, Como - Lecco, La Provincia S.p.A. Editoriale, 1991.